# Paula Modersohn-Becker Museum

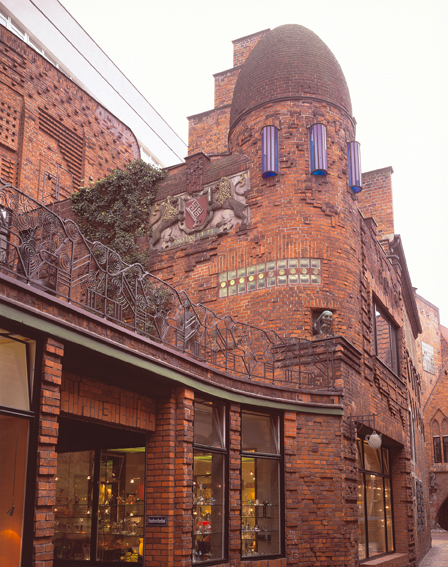
Paula Modersohn-Becker Museum

Het Paula Modersohn-Becker Museum is een aan de Duitse schilderes gewijd museum in de Böttcherstraße in het stadscentrum van Bremen.
Met het ontwerp van de Böttcherstraße, met als onderdeel daarvan het museumpand, heeft de ondernemer en mecenas Ludwig Roselius in 1927 de Duitse beeldhouwer Bernhard Hoetger belast. Hoetger schiep voor de kunstenares, die hij in Parijs had leren kennen, een uniek pand en een unieke straat, dat in Duitsland tot de expressionistische architectuur wordt gerekend. 
Het Paula Modersohn-Becker Museum toont de belangrijkste werken van de tot het vroege expressionisme gerekende kunstenares (1876 - 1907) uit alle periodes, van het vroege werk uit haar Berlijnse studiejaren tot de in haar Parijse periode tussen 1906 en 1907 ontstane schilderijen, waarin zij haar visie volledig zag rerealiseerd. De collectie van het museum is afkomstig uit de collectie van Roselius, aangevuld met bruiklenen van de Paula Modersohn-Becker-Stiftung.
In het museum is tevens de belangrijke collectie schilderijen en tekeningen van de voormalige verzameling van Ludwig Roselius te zien, met onder andere een schilderij van Maarten Luther door Lucas Cranach de Oude. 
Naast de werken van Paula Modersohn-Beckers, huisvest het museum ook nog een verzameling kunstwerken van de beeldhouwer, kunstnijverheids-beoefenaar en architect Bernhard Hoetger (1874–1949). De door hem ontworpen zalen worden thans gebruikt voor wisselexposities van klassiek moderne kunst.
Sinds mei 2005 is in het trappenhuis van het museum een installatie te zien van de Amerikaanse kunstenares Jenny Holzer, die is opgedragen aan Paula Modersohn-Becker.